# Río Igara Paraná
Le río Igara Paraná est une rivière de Colombie et un affluent du río Putumayo, donc un sous-affluent de l'Amazone par le rio Solimões.

## Géographie
Le río Igara Paraná prend sa source dans le nord-ouest du département d'Amazonas. Il coule ensuite vers le sud-est avant de rejoindre le río Putumayo à la frontière avec le Pérou.
Sur une large partie de son cours, le río Igara Paraná sert de frontière naturelle entre les corregimientos départementaux de La Chorrera et d'El Encanto.

## Peuple vivant sur les berges du río Igara Paraná
Des Indiens Uitoto (ou Huitoto, ou Witoto) (langues witotoanes) vivent sur les rives du río Igara Paraná.
Dans La Géographie, volumes 11 et 12 publiés en 1905, on lit : « Les bords du río Igara-Parana sont habités par des tribus d'Indiens anthropophages dont le capitaine (Enrique) Espinar évalue le nombre à pas moins de 50 000. ».